# روب تومسون
روب تومسون هو لاعب كرة قاعدة كندي، ولد في 16 أغسطس 1963 في سارنيا في كندا.

## روابط خارجية
- روب تومسون على موقع دوري كرة القاعدة الرئيسي (الإنجليزية)
- روب تومسون على موقعبيزبول رفرنس.كوم (الدوري الثانوي) (الإنجليزية)
- روب تومسون على موقع أوليمبيديا (الإنجليزية)